# Sư đoàn 317, Quân đội nhân dân Việt Nam
Sư đoàn 317 là một sư đoàn từng tồn tại thuộc biên chế của quân khu 7 Quân đội nhân dân Việt Nam
Sư đoàn được thành lập năm 1979 với nòng cốt là các trung đoàn Quyết Thắng và Gia Định của Quân khu 7. Ngay sau ngày thành lập, sư đoàn 317 tham gia chiến đấu ở mặt trận Campuchia.
Ngày 1/8/2023, Bộ Quốc phòng Việt Nam đã ra quyết định giải thể Sư đoàn.

## Khen thưởng
- Huân chương Quân công hạng nhất (năm 1982)[2]
- Bằng khen của Thủ tướng Chính phủ về thành tích thực hiện pháp lệnh về dự bị động viên (năm 2009)[3]

## Sư đoàn trưởng
- Phan Trung Kiên (từ 1985 đến 1990)
- Nguyen Ngọc Ánh (hiện tại)

## Các cán bộ, chiến sĩ tiêu biểu
- Tô Văn Đực (anh hùng lực lượng vũ trang)
- Phan Trung Kiên (anh hùng lực lượng vũ trang)
- Nguyễn Văn Bê